# Enicospilus americanus
Enicospilus americanus es una especie de insecto del género Enicospilus de la familia Ichneumonidae del orden Hymenoptera.
 Se encuentra desde el sur de Canadá hasta la Argentina.

## Historia
Fue descrita científicamente por primera vez en el año 1791 por Christ.